# Friedrich Otto Schott
Friedrich Otto Schott (17 de desembre de 1851, Witten - 27 d'agost de 1935, Jena) fou un químic i industrial alemany, especialista en el vidre i descobridor del vidre de borosilicat.
Schott era fill d'un fabricant de vidres de finestres, Simón Schott. Des del 1870 fins al 1873 estudià tecnologia química a la Universitat Tècnica d'Aquisgrà i a les universitats de Würzburg i Leipzig. Obtingué el doctorat en química de vidre a la Universitat Friedrich Schiller de Jena per la seva tesi "Contribució a la Teoria i Pràctica de Fabricació de Vidre".
El 1879, Schott desenvolupà un nou vidre que contenia liti i que posseïa noves propietats òptiques. Schott compartí aquest descobriment amb l'òptic Ernst Abbe, i començà una llarga relació professional entre ambdós. El 1884 s'associà amb Ernst Abbe i Carl Zeiss per a fundar la Glastechnische Laboratorium Schott & Genossen (Laboratori tècnic de vidre Schott & Associats) a Jena. Fou aquí, durant el període 1887-1893, que Schott desenvolupà el vidre de borosilicat, el qual es distingeix per la seva alta tolerància a la calor i una resistència considerable als xocs tèrmics (canvis bruscos de temperatura) i la resistència a la degradació quan s'exposen a productes químics.
El 1926 Otto Schott es retirà del treball actiu a Schott & Associats.